# Fyrstrimmig skogsblomfluga
Fyrstrimmig skogsblomfluga (Dasysyrphus eggeri) är en tvåvingeart som först beskrevs av Ignaz Rudolph Schiner 1861.  Fyrstrimmig skogsblomfluga ingår i släktet skogsblomflugor, och familjen blomflugor.
Artens utbredningsområde är Österrike. Det är osäkert om arten förekommer i Sverige. Inga underarter finns listade i Catalogue of Life.